# Ismaël Keïta
Ismaël Keïta Vieira (Bamako, 8 luglio 1990) è un calciatore maliano, centrocampista del Créteil-Lusitanos.

## Caratteristiche tecniche
È un centrocampista difensivo.